# Fissistigma litseaefolium
Fissistigma litseaefolium är en kirimojaväxtart som först beskrevs av George King, och fick sitt nu gällande namn av Elmer Drew Merrill. Fissistigma litseaefolium ingår i släktet Fissistigma och familjen kirimojaväxter. Inga underarter finns listade i Catalogue of Life.